# 呉延慶
呉延慶（朝鮮語: 오연경）は、高麗の文官であり、朝鮮の氏族の延日呉氏の始祖である。
高麗成宗時代に中国の宋朝から帰化した海州呉氏の始祖の呉仁裕の7代子孫である。
呉延慶は延日で両班となり、息子の呉洵は文科及第し、吏部尚書を務めた。